# تپش آهن
آهن تپنده (به انگلیسی: Pumping Iron) فیلمی ۸۵ دقیقه‌ای به کارگردانی رابرت فیوره با بازی آرنولد شوارتزنگر است.